# Kolider

Przykład grafu systemu przyczynowego, w którym badanemu związkowi przyczyny ze skutkiem towarzyszy mediator zmienna zakłócająca i kolider Typowy problem pominiętej zmiennej polega na nieuwzględnieniu w modelu czynników typu Dla kontrastu, statystyczne kontrolowanie zmiennych typu i jest generalnie także niepożądane, i również zwiększa błąd oszacowania.

Kolider, zderzacz (ang. collider) – we wnioskowaniu przyczynowym i statystyce zewnętrzna zmienna, która w modelu badanego zjawiska jest skutkiem (podlega wpływowi przyczynowemu) zarówno zmiennej objaśniającej, jak i zmiennej objaśnianej.
Pomimo że kolider jest skorelowany ze zmiennymi, które są centralnym przedmiotem badania, nie jest przyczyną żadnej z nich i nie wpływa na ich wzajemne bezwarunkowe prawdopodobieństwo. Nieuwzględnienie go w modelu statystycznym nie prowadzi do problemu pominiętych zmiennych i nie zniekształca generowanych oszacowań.
Do błędu prowadzi kontrolowanie koliderów w modelowaniu statystycznym lub warunkowanie po nich w projekcie badania lub doborze próby. Przykładami takich błędów są błąd selekcji i paradoks Berksona, w których grupa eksperymentalna i porównawcza są dobierane warunkowo względem wartości zewnętrznego czynnika, który jest sam w sobie skutkiem badanego zjawiska. Sztucznie wprowadzone warunkowe prawdopodobieństwo odzwierciedla się w obciążonych (zawyżonych lub zaniżonych) estymatorach siły związków między zmiennymi, które wpływają na kolider.
W oryginalnym przypadku opisanym przez Berksona analiza roli cukrzycy w rozwoju zapalenia pęcherzyka żółciowego wykonana w nieprzemyślany sposób jedynie w populacji osób hospitalizowanych prowadziła do błędnej konkluzji, że pierwsze zaburzenie jest czynnikiem ryzyka w rozwoju drugiego. W rzeczywistości każda z tych chorób zwiększa prawdopodobieństwo hospitalizacji, więc w grupie osób hospitalizowanych warunkowe prawdopodobieństwo współwystępowania obu chorób jest zawyżone – nadreprezentowana jest grupa osób z oboma tymi zaburzeniami, bo ta grupa cechuje się najwyższym prawdopodobieństwem hospitalizacji. Pozorna pozytywna korelacja występuje jednak tylko w tak ograniczonej próbie i nie przekłada się na występowanie takiej zależności w całej populacji ani nie wiąże się z istnieniem rzeczywistego mechanizmu przyczynowego.